# Бегущий в лабиринте (роман)
Бегущий в лабиринте (англ. The Maze Runner) — первая книга Джеймса Дэшнера из серии «Бегущий По Лабиринту» в жанре молодёжной антиутопии. Роман был издан в октябре 2009 года издательством «Delacorte Press». После успеха книги были написаны два продолжения — «Испытание огнём» (2010 год) и «Лекарство от смерти» (2011 год). В августе 2012 года Джеймс Дэшнер также написал приквел «Ордер на убийство» («Тотальная угроза»). А в 2016 году приквел «Код лихорадки». В России книга была издана в конце 2013 года, хотя русский любительский перевод книги под названием «Бегущий в Лабиринте» ещё до этого был выложен в Интернете.
По мотивам книги снят одноимённый фильм. В главных ролях задействованы Дилан О’Брайен, Томас Сангстер и Кая Скоделарио. Премьера фильма в России состоялась 17 сентября 2014 года.

## Сюжет
Томас просыпается и обнаруживает, что находится в неосвещённом лифте, называемом «Ящиком». Он не помнит ничего, кроме своего имени; его разум очищен от воспоминаний, которые могли бы дать ему подсказки о его прошлой жизни и о нём самом. Когда лифт открывается, Томаса встречают другие подростки, которые принимают его в свой так называемый Глэйд, огромное квадратное пространство, окружённое с четырёх сторон гигантскими каменными стенами в сотни метров высотой, которые движутся каждую ночь. Глэйд и его обитатели, пятьдесят юношей, называющие себя «глэйдерами», окружены колоссальных размеров Лабиринтом, выбраться из которого за два года  не смог никто. В самом Лабиринте обитают жуткие смертоносные чудовища гриверы — киборги, помесь машин и живых существ, которые убивают каждого, кто решится остаться в Лабиринте на ночь. Стены каждую ночь сдвигаются, защищая Глэйд от гриверов.
В Глэйде юноши делят между собой обязанности по мере своих способностей. Имеются должности поваров, мясников, садоводов и пр. Но Томаса по необъяснимой причине больше всех тянет стать бегуном - тем, кто каждый день с риском для жизни бежит в Лабиринт и запоминает расположение стен, которое каждый раз меняется. Некоторые глэйдеры недоверчиво относятся к Томасу, так как многие из них утверждают, что видели его, когда проходили через Метаморфозу — болезненное явление возвращения памяти на короткое время в результате укуса гривера. Особенно неприязненно к Томасу относится юноша по имени Галли. И всё же у Томаса появляются друзья и единомышленники, особенно к нему привязывается мальчик по имени Чак.
Всё меняется, когда Ящик впервые доставляет в Глэйд девушку. Томас понимает, что знает девушку и знает, что её зовут Тереза. В записке говорится, что она последняя и всё скоро закончится. Глэйдеры не понимают, что всё это может значить, помещают девушку в карантин и продолжают свои обычные занятия.
Однажды Минхо, один из бегунов, возвращается раньше обычного и сообщает, что нашёл в Лабиринте мёртвого гривера. Предводитель подростков Алби с бегуном идут проверить чудовище, однако тот внезапно оживает и жалит Алби. Минхо уносит предводителя на своих плечах, однако к закрытию дверей они не успевают. Это видит Томас и, несмотря на строжайший запрет не выходить в Лабиринт ни при каких условиях, бежит на помощь. Двери закрываются за Томасом. Трое юношей оказываются запертыми в Лабиринте.
На них нападают гриверы. Минхо, думая, что всё уже потеряно, убегает, а Томас решает спасти Алби. Он подвешивает его в воздухе с помощью плюща, а сам отвлекает гриверов, которые гонятся за ними. По пути он догоняет Минхо и они вместе бегут к «обрыву». «Обрыв» — это место, где между стенами виднеется гигантская пропасть. Минхо и Томас завлекают гриверов к обрыву и те падают в пропасть.
Утром обитатели Глэйда с изумлением встречают и приветствуют спасшихся. Только Галли пребывает в ярости от случившегося. После стычки на совете с Томасом Галли убегает в Лабиринт и пропадает в нём.
В это время просыпается Тереза и говорит: «Я положила начало концу». В тот же вечер двери Лабиринта не закрываются на ночь, а значит, гриверы могут беспрепятственно проникнуть в Глэйд.
Все готовятся к обороне, укрепляя стены Хомстеда, помещения, где они спят. В первую же ночь гриверы входят в Глэйд. Вместе с гриверами неожиданно врывается Галли, который кричит, что чудовища будут приходить каждую ночь и забирать одного из подростков, и сам кидается на съедение гриверам.
На следующее утро Томасу приходит в голову неожиданная идея. Он сравнивает между собой карты Лабиринта, собранные бегунами за два года и находит на них секретный код, а также решает пройти «Метаморфозу», чтобы к нему вернулись воспоминания из прошлой жизни.
Томас телепатически общается с Терезой.
Ночью Томас намеренно даёт гриверу ужалить себя, получив таким образом воспоминания, которые подсказывают ему способ вырваться из Лабиринта. Вместе с ответом всплывает тот факт, что Томас и Тереза напрямую связаны с «ПОРОКом» — организацией, которая поместила подростков в Глейд.
В тот же день Томас с друзьями реализуют свой план побега. Они пробираются ночью к обрыву, который они стали называть Норой гриверов. Пока все сражаются, Томас, Тереза и Чак пробираются в Нору гриверов. Наконец, отключив весь Лабиринт, они спасают выживших, которых осталось только 20.
Попав в странное помещение, глэйдеры замечают женщину в строгом костюме, а рядом Галли. По её приказу Галли бросает нож в Томаса, но его спасает Чак, который умирает у Томаса на руках. Жажда мести накрывает Томаса с головой, и он жестоко избивает Галли до полусмерти. После их спасают странно одетые люди. Но спасают ли?

## Персонажи
- Томас — главный герой книги, прибывший в Глэйд предпоследним. Первый, кому удалось выжить в Лабиринте ночью. Умный и увёртливый парень; расчётлив и храбр; никогда не бросит ближнего в беде. Обладает даром телепатии, с помощью чего мысленно общается с Терезой. Воспитывался, а затем и помогал организации «ПОРОК».
- Ньют — бывший бегун (перестал быть бегуном вследствие травмы ноги), второй лидер после Алби. Умный и добрый, первый проявляет дружелюбность к Томасу.
- Тереза — единственная девушка в Глэйде. Она последняя, кто прибыл туда. Способна общаться телепатически с Томасом. Воспитывалась, а затем и помогала организации «ПОРОК». Упряма и своевольна, однако в чувствах нежна и спокойна.
- Чак — друг Томаса, прибывший в Глэйд до него. Самый младший из подростков. Большой любитель поболтать, даже в неподходящей ситуации. Погиб в конце первой книги. Убит Галли.
- Минхо — главный бегун. Второй, кому удалось выжить в Лабиринте ночью (вместе с Томасом). Рационален, твёрд. Во второй книге назначается лидером выживших глэйдеров (на что прямо указывала татуировка на шее) и отлично с этим справляется.
- Галли — юноша, прошедший через Метаморфозу, вследствие чего сделался ещё более вспыльчивым и агрессивным. Питает к Томасу жгучую ненависть, однако к концу третьей книги они всё же находят взаимопонимание. Ненадолго после Лабиринта присоединился к организации «Правая рука», желающей искоренить «ПОРОК».
- Алби — бывший лидер Глэйда. Вспыльчив, но справедлив. Был спасён Томасом в Лабиринте. Также прошёл через Метаморфозу, что сильно изменило характер юноши.
- Фрайпан — повар Глэйда, тщательно следит за тем, чтобы всем хватило еды. Весел и покладист, если не считать случаев, когда глэйдеры без спросу брали еду на кухне. Иногда любит пошутить.
- Уинстон — куратор мясников. Прыщавый, добродушный парень.

## История создания
Осенью 2005 года Дэшнер написал четыре книги завершённой «Саги Джимми Фишера», выпущенные лишь небольшим региональным издательством. Владелец издательства посоветовал Дэшнеру написать ещё одну книгу из этой серии, однако тот вместо этого решил рискнуть написать отдельную книгу, которую можно было бы выпустить на мировой рынок. В ноябре того же года перед сном Джеймсу Дэшнеру неожиданно пришла в голову идея «о группе подростков, живущих внутри огромного Лабиринта, из которого нет выхода; Лабиринта, полного отвратительных тварей; Лабиринта в будущем, тёмном, дистопическом мире. Можно было бы поэкспериментировать, изучить то, что творилось в голове у этих мальчишек. С ними будут происходить страшные вещи. Ужасные вещи. Они будут в совершенно безнадёжном положении. До тех пор, пока жертвы не воспользуются силой своего разума». Дэшнер писал «Бегущего По Лабиринту» с декабря 2005 года по март 2006.

## Отзывы и критика
Barnes & Noble, книготорговая компания, утвердила роман «Бегущий по лабиринту» на «полку новых писателей конца 2009 — начала 2010-х годов». Американский книжный обозреватель «Kirkus Reviews» отмечает: «Действительно тяжело отложить книгу. Она заставит читателей сгорать от нетерпения, желая узнать, что будет дальше».
Джессика Харрисон из газеты «Deseret Morning News» отметила, что «„Бегущий По Лабиринту“ — это захватывающая приключенческая книга для аудитории возраста 13+, которая заставит сердца читателей биться быстрее и принудит их просить о большем». Она также заметила, что «начало книги немного растянуто, но это связано с восприятием Томасом его новой жизни, и, постепенно набирая шаг, роман превращается в нескончаемый нон-стоп экшн. Тем не менее единственным недостатком романа можно считать беллетризованный сленг, которым активно пользуются приятели, но он очень подходит им и натурально звучит в их устах. Если поглядеть на это с хорошей стороны, он используется настолько часто, что читатель постепенно привыкает к нему и не обращает на него внимания».

## Экранизация
В январе 2011 года было объявлено, что фильм «Бегущий в лабиринте» по одноимённой книге Джеймса Дэшнера будет запущен в производство компанией Fox с Кэтрин Хардвик в качестве режиссёра и Ноаном Оппенхеймом в качестве сценариста. При этом на твиттере Дэшнера сообщалось, что он надеется, что Кэтрин Хардвик не будет принимать участия в данном проекте. К 28 апреля 2012 книга всё ещё не получила разрешения на экранизацию, несмотря на то, что, согласно официальному сайту писателя, сценарий к фильму уже был готов.
Наконец, весной 2013 года, в твиттере Дэшнера появилось сообщение, что съёмки фильма начались в мае 2013 и закончатся в феврале 2014 года. На главную роль был утверждён Дилан О’Брайен.

## Другие книги серии
- Испытание огнём (2010 год)
- Лекарство от смерти (2011 год)
- Тотальная угроза (2012 год)
- Код лихорадки (2016 год)
- Разрезающий лабиринт (2023 год)